# Mealhada
Mealhada – miejscowość w Portugalii, leżąca w dystrykcie Aveiro, w regionie Centrum w podregionie Baixo Vouga. Miejscowość jest siedzibą gminy o tej samej nazwie.
W mieście jest przystanek kolejowy Mealhada.

## Demografia
| Liczba ludności gminy Mealhada (1801–2011) | Liczba ludności gminy Mealhada (1801–2011) | Liczba ludności gminy Mealhada (1801–2011) | Liczba ludności gminy Mealhada (1801–2011) | Liczba ludności gminy Mealhada (1801–2011) | Liczba ludności gminy Mealhada (1801–2011) | Liczba ludności gminy Mealhada (1801–2011) | Liczba ludności gminy Mealhada (1801–2011) | Liczba ludności gminy Mealhada (1801–2011) | Liczba ludności gminy Mealhada (1801–2011) |
| ------------------------------------------ | ------------------------------------------ | ------------------------------------------ | ------------------------------------------ | ------------------------------------------ | ------------------------------------------ | ------------------------------------------ | ------------------------------------------ | ------------------------------------------ | ------------------------------------------ |
| 1801                                       | 1849                                       | 1900                                       | 1930                                       | 1960                                       | 1981                                       | 1991                                       | 2001                                       | 2004                                       | 2011                                       |
| 2326                                       | 7102                                       | 9915                                       | 13 869                                     | 17 478                                     | 19 305                                     | 18 272                                     | 20 751                                     | 21 500                                     | 20 496                                     |

## Sołectwa
Sołectwa gminy Mealhada (ludność wg stanu na 2011 r.):
- Antes – 1001 osób
- Barcouço – 2152 osoby
- Casal Comba – 3183 osoby
- Luso – 2593 osoby
- Mealhada – 4522 osoby
- Pampilhosa – 4098 osób
- Vacariça – 1945 osób
- Ventosa do Bairro – 1002 osoby